# Anton Xu Jiwei

Bischofswappen

Anton Xu Jiwei (* 2. April 1935 in Shanghai; † 25. September 2016 in der Provinz Zhejiang) war römisch-katholischer Bischof von Taizhou (Zhejiang) und Linhai in China.
Anton Xu Jiwei besuchte das katholische Knabenseminar von Ningbo in Shanghai und wurde 1960 – mit 15 Jahren – zu fünf Jahren Haftstrafe als politischer Gefangener verurteilt. Es folgte bis 1985 eine Internierung als Zwangsarbeiter. Nach seiner Freilassung 1985 trat er in das Priesterseminar von Sheshan in Shanghai ein und war anschließend in der Pfarrei Jiaojiang tätig.
Xu Jiwei, der seit 1999 Apostolischer Administrator war, empfing durch Bischof von Qingdao, Li Mingshu, am 10. Juli 2010 die Bischofsweihe für das Bistum Taizhou (Zhejiang) in der Herz-Jesu-Kathedrale der ostchinesischen Küstenstadt Taizhou. Er war der erste Bischof nach 48 Jahren Vakanz in der Provinz Zhejiang. Er wurde durch Papst Benedikt XVI. und die Chinesisch Katholisch-Patriotische Vereinigung anerkannt.